# ازدواج به سبک ایرانی
ازدواج به سبک ایرانی فیلمی به کارگردانی حسن فتحی محصول سال ۱۳۸۳ است. این فیلم در تاریخ ۱۶ فروردین ۱۳۸۵ در سینماهای کشور اکران شد. این فیلم اولین فیلم سینمایی به کارگردانی حسن فتحی است. ازدواج به سبک ایرانی همچنین فیلم بازگشت سعید کنگرانی بعد از ۲۳ سال به سینماهای کشور بود.

## خلاصه داستان
شیرین دختر جوانی است که خانواده‌ای سنتی و پدری متعصب و سخت گیر دارد. دایی شیرین که مدیر یک آژانس هواپیمایی است، معمولاً با کمک مادر شیرین سعی می‌کند پدرش حاج ابراهیم سرپولکی را از موضع سفت و سختش کمی پایین بکشد و در مورد کار کردن شیرین هم موفق می‌شود و اجازه می‌گیرد که شیرین در آژانس او مشغول شود. جوانی آمریکایی به نام دیوید هاوارد به محض ورود به آژانس، با دیدن شیرین که صورتی شبیه مینیاتورهای ایرانی مورد علاقه دیوید دارد، دل به او می‌بازد. از طرفی رقیب حاج ابراهیم در بازار فرش هم می‌خواهد با وصلت پسرش محی الدین با شیرین، زمینه منافع مالی خودش را فراهم کند و وقتی از تماس‌های شیرین و دیوید باخبر می‌شود، به حاجی خبر می‌دهد و او هم مدتی شیرین را محدودتر می‌کند. اما دایی و مادر باز حاجی را راضی می‌کنند و وقتی دیوید به خواستگاری شیرین می‌آید، حاجی تکلیف همه را معلوم می‌کند: این عروسی در صورتی سر می‌گیرد که همه چیزش ایرانی باشد. دیوید مسلمان می‌شود و تغییرات شدیدتری را هم می‌پذیرد. اما توطئه‌های بعدی محی الدین و پدرش که سوابق ناجوری برای دیوید جعل می‌کنند، عروسی را در آستانه به هم خوردن قرار می‌دهد تا بالاخره با روشن شدن پاکی و بی گناهی او به دست دایی، عروسی سر می‌گیرد.

## بازیگران
| بازیگر           | نقش                  |
| ---------------- | -------------------- |
| داریوش ارجمند    | حاج ابراهیم سرپولکی  |
| سعید کنگرانی     | دایی مهدی            |
| شیلا خداداد      | شیرین سرپولکی        |
| فاطمه گودرزی     | اکرم                 |
| لادن طباطبایی    | فروزان (بلقیس)       |
| محمدرضا شریفی‌نیا | حاج نصرت             |
| حسام نواب صفوی   | محی الدین            |
| دنیل هولمز       | دیوید (داوود) هاوارد |
| مهری مهرنیا      | عمه خانم             |
| باقر صحرارودی    | آقا جمال‌الدین        |
| امیرحسین آرمان   | امیرحسین سرپولکی     |